# 陶镕 (舒城)
陶镕（1865年—1924年）字寿民，安徽省舒城县阙店乡人。清朝及中华民国政治人物。

## 生平
陶镕早年中举人。戊戌变法时，陶镕接受了新思想，支持变法。光绪三十一年（1905年），任舒城县斌农中学堂堂长，按照庐阳中学章程，设数学、物理、化学、体育、音乐、英语等科，成为舒城县首家新式学堂。后来，陶镕任资政院议员。
陶镕是清朝末年安徽省维新派代表人物之一。曾经有某列强国家企图攫取安徽省铜官山矿，陶镕同安徽省会安庆的绅士共七人面见安徽巡抚呈递意见书，反对出让矿权，陶镕还对安徽巡抚说，“大府守土有责，应当力争。”任资政院议员时，陶镕曾上台发言称，“今上好民之所恶，恶民之所好。”台下纷称：“陶镕欺君。”陶镕仍旧继续发言，不为所动。
中华民国成立后，陶镕任统一党安徽支部长，中华民国第一届国会众议院议员。不久，任湖北江陵县知事，任内大力禁烟，缴获并销毁了大批鸦片。民国九年（1920年）任安徽省财政厅厅长。
1924年，陶镕逝世。